# 三田芳裕
三田 芳裕（みた よしひろ、1951年4月15日 - ）は、日本の実業家。料亭『玄冶店 濱田家』代表取締役社長。明治座代表取締役社長。日本食生活文化財団理事長。 株式会社銀座コリドー（不動産管理会社で明治座筆頭株主）代表取締役。
父は玄冶店 濱田屋の二代目で明治座元会長の三田政吉。娘（次女）は元フジテレビアナウンサーの三田友梨佳。伯父は元三田観光企業社長の三田庄三郎。

## 経歴
東京・日本橋生まれ。慶應義塾大学商学部卒業後、家業の「玄冶店 濱田家」へ。1991年、明治座の非常勤取締役。その後常務、専務、副社長を歴任した。2002年、代表取締役社長に就任した。玄冶店 濱田家の代表取締役も兼任。銀座コリドー街の一角、山下ビルを部分管理する株式会社銀座コリドーの代表取締役も父親から世襲、同社は役員も三田一族が占めている。2023年、文化庁長官表彰。

## 人物像
趣味は長唄、BSのNBA（バスケットボール）観戦。

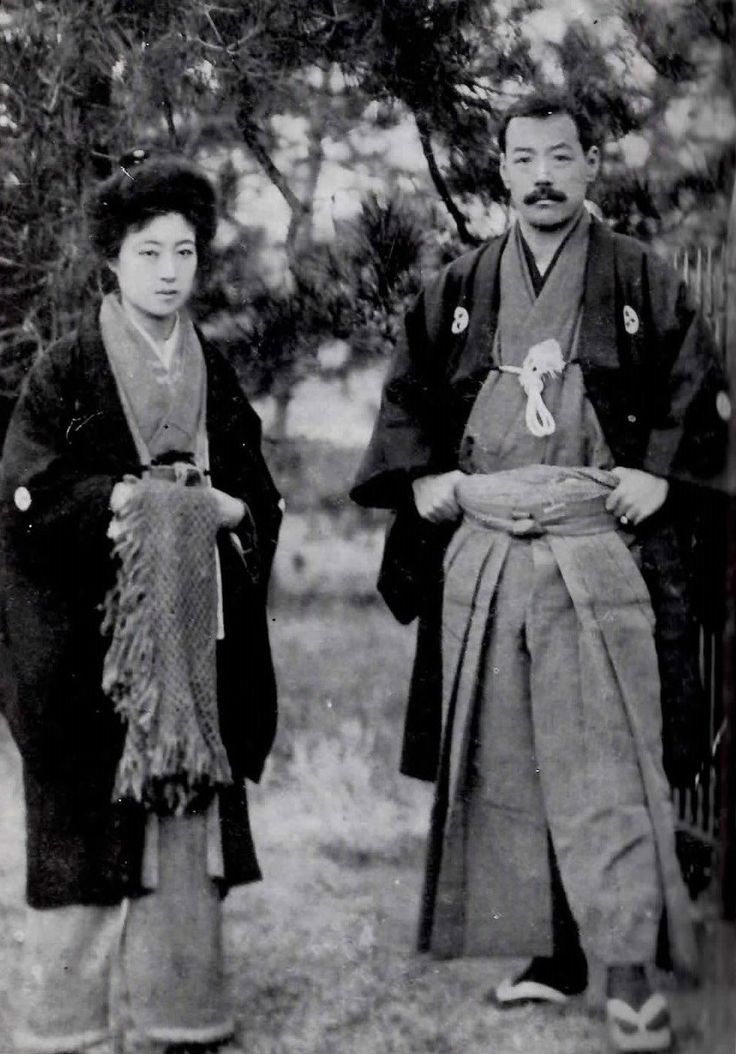
川上貞奴と川上音二郎

「濱田家」は日本橋人形町で料亭を営んでいる。江戸時代には歌舞伎の玄冶店の舞台になった地域でその後、芳町という花柳界が続いている。明治時代には川上貞奴がこの地の芸者置屋｢濱田家｣の養女となり、後に、俳優川上音二郎の妻となった。置屋の｢濱田家｣は明治の末に店を閉めたが、芳裕の祖父五三郎が大正元年に料亭を開業する折、親戚であった関係で由緒ある「濱田家」の名をゆずり受け現在に至っている。なお川上音二郎の生家は福岡出身の芳裕の妻啓子の実家のすぐそばにあり、縁がある。

## 家族・親族

### 三田家
（東京都中央区日本橋人形町）
- 祖父・五三郎（料理業・料亭「濱田家」創業）

祖父・五三郎は板前の職人で、日本橋の福井楼という料亭の料理長だった。父・政吉が生まれてから２年後の1912年（大正元年）に、五三郎は料亭濱田家を創業した。
- 父・政吉[6]

1910年（明治43年）生 - 2006年（平成18年）没
- 母
- 妻・啓子[7]（玄冶店「濱田家」女将）

1951年福岡市博多区生まれ。父は博多で会社を経営している。青山学院短期大学卒業。日本航空に入社し、接客業を三年間経験した。学生時代の教授の紹介で、お見合いして「濱田家」後継者三田芳裕と結婚。なお父がトントンと結婚話を進めていた。
ゴルフ、旅行が大好き。ストレス解消に韓流ドラマをボーッと見たりしている。
- 娘二人[7]。二女は元アナウンサーの三田友梨佳。
- 息子一人[7]。明治座常務取締役の三田光政[3]。

息子が結婚し、その妻が濱田家若女将として手伝うようになった。

### 親戚
- 伯父
  - 三郎（料理業・割烹三川家経営）[8]
  - 定吉（料理業・割烹富士屋経営）[8]
  - 庄三郎（料理業、実業家・三田観光企業社長）[8]